# Apis mellifera sicula
Abeille de Sicile
Sous-espèce
Synonymes
- Apis mellifera siciliana Grassi, 1881[1]

Apis mellifera sicula, communément appelé l’Abeille de Sicile, est une sous-espèce de l’Abeille domestique (Apis mellifera). Son aire de répartition naturelle est la province de Trapani (Île de Sicile, Italie).
Il s'agit d'une sous-espèce d'origine insulaire, de même que Apis mellifera ruttneri qui vit sur l'île de Malte, Apis mellifera adamii qui vit sur l'île de Crète ou Apis mellifera cypria qui vit sur l'île de Chypre.
La variation génétique des populations d'Italie continentale de Apis mellifera ligustica et de Apis mellifera sicula  a été étudiée génétiquement, au moyen des marques dans l'ADN mitochondrial. Cette étude confirme l'origine hybride des deux sous-espèces. On envisageait auparavant que seule la péninsule ibérique avait été un refuge pour les abeilles pendant le dernier âge de gel au quaternaire. Nous savons aujourd'hui que la Sicile a joué un rôle similaire.